# Skladiščenje
Skladiščenje je funkcija, ki je odgovorna za fizično shranjevanje materiala oziroma proizvodov. Strateške odločitve skladiščenja se nanašajo na velikost in lokacijo skladišča, bolj neposredne odločitve pa na razporeditev prostora in tip potrebne opreme. 

Skladiščenje je zveza in regulator med drugimi funkcijami v materialnem poslovanju, ki primosti časovne razlike med časom proizvodnje in časom uporabe različnih dobrin. Skladiščenju pravimo tudi »transport s hitrostjo 0km/h«. Cilj je imeti čim manj skladiščenja, saj zaloge obremenjujejo stroške.

## Glavni vzroki za skladiščenje:
- neskladnost med časom proizvodnje in časom uporabe dobrin,
- oddaljenost med krajem proizvodnje in krajem potrošnje,
- različni trgovski in finančni pogoji,
- potreba po varnosti oskrbejjj

## Osnovne naloge skladiščenja:
- prevzem in izdaja blaga,
- varovanje blaga pred tatvinami,
- smotrna razporeditev materiala znotraj skladišča (fiksne ali variabilne lokacije posameznih SKU-jev),
- prerazporejanje blaga,
- kontrola stanja zalog,
- skrb za red, čistočo in izvajanje zakonskih predpisov,
- skrb za ekonomično poslovanje.

## Temeljni skladiščni procesi:
- prevzem blaga:

pri prevzemu blaga se najprej pregleda vso dokumentacijo, ki spremlja blago. Če je z dokumentacijo vse v redu, skladiščno osebje razloži prejeto blago. Pri tem pazijo, da ne pride do poškodb blaga. Skladiščno osebje mora preveri tudi, če se prejeta količina blaga ujema s količino, ki je zapisana v spremni dokumentaciji.  	
- uskladiščenje:

uskladiščenje blaga je zelo pomemben proces, saj je od namestitve blaga v skladišče odvisno tudi varovanje. Varovanje je pomembno zaradi preprečitve blagovne izgube.
- komisioniranje:

komisioniranje je proces, v katerem se zbira blago iz skladišča glede na vsebino in količino posameznega delovnega naloga. 
- odpreme blaga:

pri odpremi blaga se blago, ki se je zbralo s komisioniranjem naloži na prevozno sredstvo in odpelje do naročnika.

## Glede na funkcionalnost ločimo:
- skladišča nabavnega materiala,
- medfazna skladišča proizvodov,
- skladišča končnih proizvodov.

## Glede na vrsto blaga:
- glavno ali centralno skladišče (skladišče, ki sprejme in evidentira ves material namenjen podjetju),
- pomožno skladišče (sem se odpremi blago iz centralnega skladišča),
- priročno skladišče (namenjeno je predvsem proizvodnim in trgovskim mrežam, zaradi hitrejše oskrbe z dobrinami),
- specialno skladišče (namenjeno je za skladiščenje materiala, ki zahteva posebne pogoje uskladiščenja npr. skladiščenje navarnostih snovi).
- sprejemno skladišče (material je v tem skladišču samo toliko časa, dokler ga ne odpremijo v glavno skladišče).

## Glede na način gradnje ločimo:
- odprto skladišče:

to je skladišče brez strehe. Uporablja se za skladiščenje blaga odpornega na vremenske vplive (npr. pesek). Skladišče je ograjeno z varnostno ograjo. Dovozi so uterjeni in tlakovani, saj se takšna vrsta skladišč uporablja za težke surovine. Prostor, kjer se skladišče nahaja mora biti suh, imeti pa mora zagotovljeno odtekanje vode.
- pokrito skladišče:

to je skladišče pokrito s streho. Uporablja se za shranjevanje težkega in voluminoznega blaga (npr. gradbeni material), ki je po navadi manjše vrednosti. Vlaga, temperaturne razlike in veter ne vplivajo na blago.
- zaprto skladišče:

v njem se shranjuje občutljivo blago, ki zahteva različne razmere za uskladiščenje. Takšna skladišča so po navadi zidana, zaklenjena in varovana. Praviloma so razdeljena na različne oddelke.
- specialno skladišče:

uporablja se za varovanje zelo vrednega blaga oziroma surovin. Sem spadajo različni trezorji, silosi, skladišča za vnetljivo in eksplozivno blago. Skladišče je prilagojeno specifičnim pogojem skladiščenja.